# Cylindrotoma aurantia
Cylindrotoma aurantia är en tvåvingeart som beskrevs av Alexander 1935. Cylindrotoma aurantia ingår i släktet Cylindrotoma och familjen mellanharkrankar. Inga underarter finns listade i Catalogue of Life.